# اس‌تی‌اس-۱۳۱
اس‌تی‌اس-۱۳۱ (انگلیسی: STS-131)یکی از ماموریت‌های برنامه شاتل‌های فضایی بود که در تاریخ ۵ آوریل ۲۰۱۰ از پایگاه فضایی کندی به مقصد ایستگاه فضایی بین‌المللی پرتاب شد. این مأموریت توسط شاتل دیسکاوری و برای تکمیل مونتاژ اجزا ایستگاه فضایی، انجام گرفت. این مأموریت طولانی‌ترین مأموریت انجام گرفته شده توسط شاتل دیسکاوری بود.